# Шкірні хвороби
Шкірні хвороби, дерматози (від дав.-гр. δέρμα — шкіра) — захворювання, які виявляються в патологічних змінах шкіри, її придатків (волосся, нігтів) або видимих слизових оболонок. Запальні захворювання шкіри називають дерматитами.
Шкірні захворювання вивчає дерматологія.

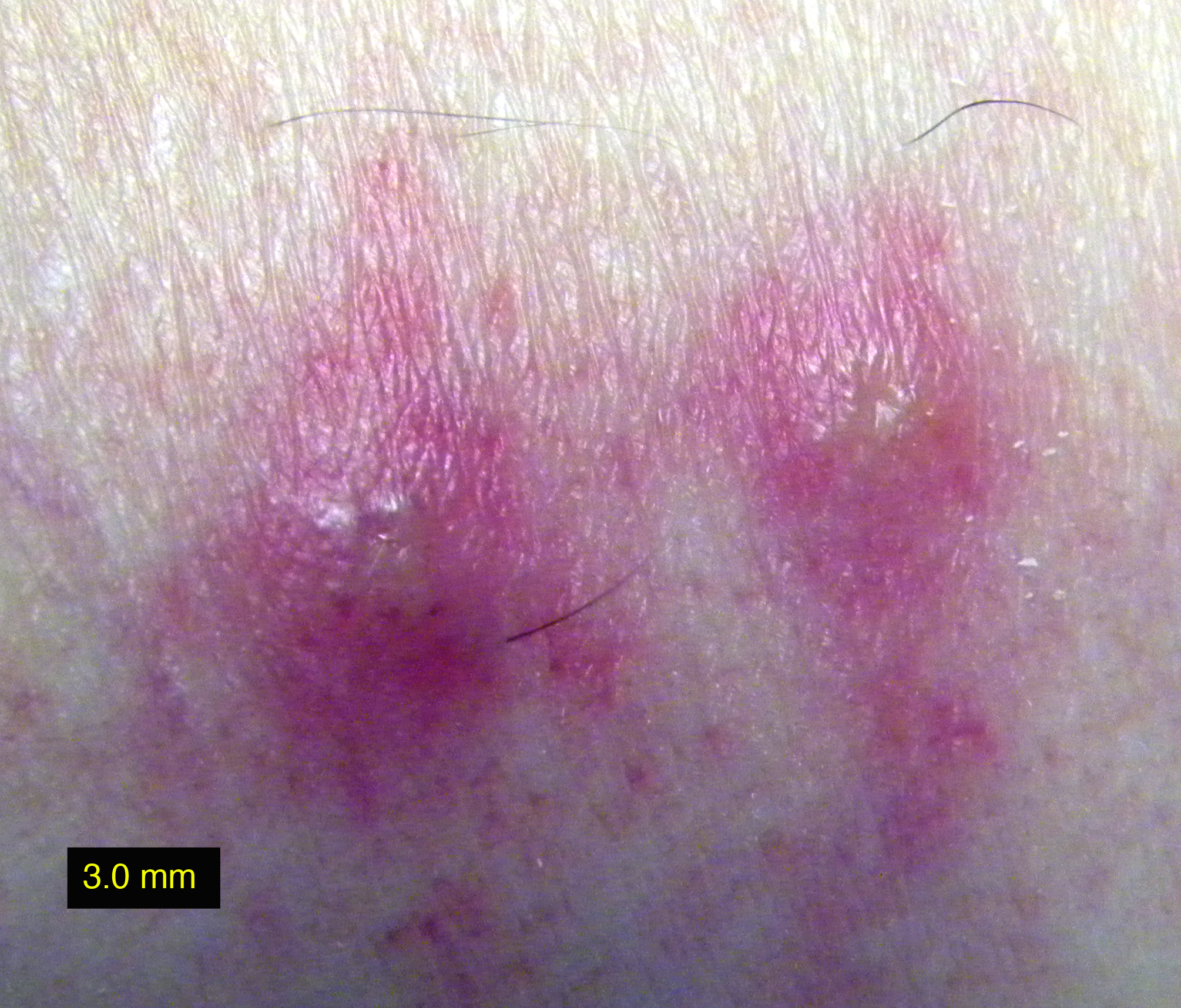

## Приклади
- Псоріаз
- Висівкоподібний (різнокольоровий) лишай
- Кропив'янка
- Піодермія
- Імпетиго
- Алергічний дерматит
- Нейродерміт
- Екзема
- Карбункул
- Фурункульоз
- Короста
- Розацеа
- Сикоз
- Хвороба Шамберга

## Причини
За етіологією (причинами виникнення) бувають:
- інфекційними (бактерії, віруси тощо), серед яких і паразитарні (найпростіші, гельмінти, членистоногі тощо);
- спричинені екзогенними (зовнішніми) факторами — хімічними, фізичними;
- спричинені ендогенними (внутрішніми) факторами — порушеннями метаболізму, розладами ендокринної або нервової систем,
- порушенням розвитку шкіри тощо.

В умовах недостатньої або надмірної гігієни набувають особливого значення паразитарні захворювання шкіри, а в зв'язку з розвитком хімічної індустрії — професійні шкірні хвороби.

## Лікування
Лікування захворювань шкіри може бути етіологічне, звернене проти причинного фактору, якщо він відомий, в іншому випадку — патогенетичне. Потрібно дотримуватися гігієни тіла.

## Історія
В Україні шкірні хвороби відомі здавна; їх лікували народними засобами ще в Київській Русі.
У XIX столітті в Україні, особливо в селах, була дуже поширена короста. У багатьох селах нею хворіло до 100 % мешканців. Значно поширеними були також піодермії, кількість яких значно збільшувалася в зв'язку з поширенням числа промислових підприємств, що не мали належних гігієнічних умов виробництва. Досить поширеними були також фурункульоз та екзема. Менше хворіло населення на мікози.
1913, за неповними даними, на шкірні хвороби хворіло близько 900 осіб на 10 0000 осіб, у тому числі на коросту — близько 340.
За першої світової війни та революції 1917 —1920 pp. число захворювань на шкірні хвороби значно збільшилося. Зниження його почалося в 1920-х pp. і поступово продовжувалося завдяки поліпшенню санітарно-гігієнічних заходів аж до початку Другої світової війни. За цієї війни числа захворювань на шкірні хвороби знову значно зросли. У листопаді 1943 року Народний комісаріат охорони здоров'я УРСР затвердив план боротьби зі шкірними хворобами та запровадив їх обов'язковий облік. У 1944 році було встановлене, що число захворювань на коросту в деяких місцевостях досягло від 20 до 60 %, а в окремих населених пунктах до 100 %. Від цього часу українські дерматологи провели багато експедицій з боротьби з коростою; вони запропонували й ввели в практику декілька нових препаратів та досягли успіхів у лікуванні шкірних хвороб.
Наразі в Україні зустрічаються лише поодинокі випадки захворювань на коросту[джерело?]. Запровадженням профілактики й раціонального лікування було досягнуто також значного зниження числа захворювань на мікози, піодермії (зокрема на професійні), екземи тощо[джерело?].